# Givry (Ardenes)
Givry és un municipi francès situat al departament de les Ardenes i a la regió del Gran Est. L'any 2007 tenia 235 habitants.

## Demografia

### Població
El 2007 la població de fet de Givry era de 235 persones. Hi havia 88 famílies de les quals 20 eren unipersonals (12 homes vivint sols i 8 dones vivint soles), 36 parelles sense fills, 24 parelles amb fills i 8 famílies monoparentals amb fills.
La població ha evolucionat segons el següent gràfic:
Habitants censats

### Habitatges
El 2007 hi havia 115 habitatges, 92 eren l'habitatge principal de la família, 15 eren segones residències i 8 estaven desocupats. 111 eren cases i 2 eren apartaments. Dels 92 habitatges principals, 67 estaven ocupats pels seus propietaris, 20 estaven llogats i ocupats pels llogaters i 5 estaven cedits a títol gratuït; 2 tenien dues cambres, 9 en tenien tres, 15 en tenien quatre i 66 en tenien cinc o més. 73 habitatges disposaven pel capbaix d'una plaça de pàrquing. A 38 habitatges hi havia un automòbil i a 46 n'hi havia dos o més.

### Piràmide de població
La piràmide de població per edats i sexe el 2009 era:
| Homes | Edats   | Dones |
| ----- | ------- | ----- |
| 0     | 95 o +  | 0     |
| 8     | 90 a 94 | 0     |
| 0     | 85 a 89 | 8     |
| 0     | 80 a 84 | 0     |
| 0     | 75 a 79 | 0     |
| 8     | 70 a 74 | 0     |
| 8     | 65 a 69 | 8     |
| 0     | 60 a 64 | 8     |
| 8     | 55 a 59 | 4     |
| 8     | 50 a 54 | 4     |
| 8     | 45 a 49 | 8     |
| 0     | 40 a 44 | 8     |
| 12    | 35 a 39 | 8     |
| 12    | 30 a 34 | 12    |
| 0     | 25 a 29 | 4     |
| 12    | 20 a 24 | 4     |
| 4     | 15 a 19 | 12    |
| 4     | 10 a 14 | 12    |
| 20    | 5 a 9   | 8     |
| 4     | 0 a 4   | 4     |

## Economia
El 2007 la població en edat de treballar era de 141 persones, 107 eren actives i 34 eren inactives. De les 107 persones actives 100 estaven ocupades (53 homes i 47 dones) i 7 estaven aturades (3 homes i 4 dones). De les 34 persones inactives 12 estaven jubilades, 9 estaven estudiant i 13 estaven classificades com a «altres inactius».

### Ingressos
El 2009 a Givry hi havia 95 unitats fiscals que integraven 251 persones, la mediana anual d'ingressos fiscals per persona era de 16.753 €.

### Activitats econòmiques
Dels 5 establiments que hi havia el 2007, 2 eren d'empreses alimentàries i 3 d'empreses de serveis.
L'únic establiment comercial que hi havia el 2009 era una fleca.
L'any 2000 a Givry hi havia 6 explotacions agrícoles que ocupaven un total de 948 hectàrees.

## Equipaments sanitaris i escolars
El 2009 hi havia una escola elemental integrada dins d'un grup escolar amb les comunes properes formant una escola dispersa.

## Poblacions properes
El següent diagrama mostra les poblacions més properes.